# 横浜市立汐入小学校
横浜市立汐入小学校（よこはましりつしおいりしょうがっこう）は、神奈川県横浜市鶴見区汐入町2丁目にある公立小学校。

## 概要
- 本校は、下野谷小学校児童数激増により、開校した。

## 沿革
出典
- 1954年（昭和29年）11月17日 - 横浜市立下野谷小学校児童数激増（2769名）のため、汐入分校設立の運びとなり、第1期工事完成とともに381名の児童を収容し授業開始。
- 1955年（昭和30年）3月 - 横浜市立下野谷小学校汐入分校校舎落成式挙行。
- 1956年（昭和31年）7月 - 木造校舎2階・鉄筋校舎2階建増築。
- 1957年（昭和32年）6月 - 地域住人の要望により、汐入分校を独立校にする運動を始めた。
- 1958年（昭和33年）
  - 2月 - 校名を「横浜市立汐入小学校」と決定。
  - 4月1日 - 横浜市立汐入小学校開校。開校時点の児童数は713名、学級数は18。
  - 4月 - 校章ができ、PTA結成。
  - 11月16日 - 開校記念式挙行。
- 1965年（昭和40年）
  - 1月 - 体育館落成式挙行。
  - 3月 - 校歌発表会開催。
- 1967年（昭和42年）11月16日 - 創立10周年記念式典挙行。
- 1968年（昭和43年）
  - 4月 - 汐入小学校正門前歩道橋開通式挙行。
  - 9月 - 学園緑化指定校となる。
- 1970年（昭和45年）12月 - 空気清蒸機使用開始。
- 1971年（昭和46年）3月 - 学園緑化植樹作業着工。汐入公園運動場市教育委員会に移管専用運動場として本校で管理。
- 1973年（昭和48年）11月 - 学校運動場と校地間の道路が埋立され、整地される。
- 1975年（昭和50年）11月 - 東校舎（B棟）校舎（鉄筋コンクリート3階）工事完了。
- 1977年（昭和52年）4月 - 東西校舎の工事が完了する。屋上にプールが設置される。
- 1984年（昭和59年）7月 - 正門設置。
- 1985年（昭和60年）
  - 3月 - 体育館工事が完了する。
  - 5月 - 体育館落成記念式典挙行。
- 1987年（昭和62年）
  - 3月 - 南側高速道路防音壁完成。
  - 9月 - B棟1階に家庭科室新設。
  - 11月15日 - 創立30周年記念式典挙行。
- 1988年（昭和63年）2月 - 校庭整備工事完了。
- 1990年（平成2年）
  - 6月 - プール全面塗装工事完了。
  - 8月 - AB棟校舎外壁全面塗装完了。A棟校舎道路側サッシ取替工事完了。
- 1992年（平成4年）6月 - 中庭広場改修（飼育舎・噴水池・花壇ほか）、校庭外周工事完了。
- 1993年（平成5年）2月 - 放送スタジオ・図書室・相談室改修工事完了。
- 1994年（平成6年）5月 - 校庭体育倉庫新設。
- 1995年（平成7年）3月 - 焼窯庫新設。
- 1996年（平成8年）
  - 3月 - ふれあい広場完成し、校庭整備完了（汐入公園境のフェンス除去）。
  - 12月 - 40周年記念事業バザー・模擬店開催。
- 1997年（平成9年）
  - 11月15日 - 創立40周年記念式典挙行。
  - 11月17日 - 創立40周年記念日。
- 2001年（平成13年）
  - 4月 - 全学年単級となる。
  - 12月 - 汐入小リニューアル検討委員会発足。
- 2002年（平成14年）4月1日 - 個別支援学級開設。
- 2003年（平成15年）3月 - 理科室・個別支援学級リニューアル完成。
- 2004年（平成16年）3月 - 学習メディアセンター・家庭科室リニューアル完成。同月、運動場と汐入公園の間に防球ネットを設置。
- 2005年（平成17年）11月 - 水道給水管直結工事完了。
- 2006年（平成18年）
  - 1月 - 屋上プールフェンス張替工事完了。
  - 3月 - 正門電気錠設置完了。
- 2007年（平成19年）11月17日 - 創立50周年記念式典挙行。
- 2008年（平成20年）2月16日 - ネットデー（全学級インターネット接続）。
- 2009年（平成21年）3月 - B棟屋上防水工事完了。B棟1階被服室、3階理科室・図工室・普通教室改修工事完了（普通教室2教室増加）。

## 通学区域と進学先中学校
出典

### 通学区域
- 小野町（33番地〜35番地、37番地〜67番地）
- 汐入町1丁目
- 汐入町2丁目
- 下野谷町4丁目
- 仲通1丁目
- 弁天町（2番地、17番地〜21番地）
- 本町通4丁目

### 進学先中学校
公立学校に進学する場合
- 横浜市立寛政中学校

## アクセス
- 横浜市営バス15系統・27系統で、「汐入町2丁目」バス停下車、目の前（鶴見駅方面行は学校前の歩道橋を渡る[3]）。
- JR東日本鶴見線弁天橋駅から、徒歩約460m・約7分。

## 周辺
- 汐入公園
  - 汐入公園以外の中小規模の公園も点在する。
- 神奈川県道6号東京大師横浜線
- 首都高速横羽線